# Закон Готланда
Закон Готланда, также известный как Вестерготский закон (англ. Westrogothic law) или вестготский закон (швед. Västgötalagen) — старейший документ, написанный на шведском языке латинским алфавитом, являющийся старейшим известным доныне шведским провинциальным законодательным сводом. Закон Готланда был составлен в начале XIII века, и известен как законодательный свод, использовавшийся в шведской провинции Вестергётланд (швед. Västergötland) в XIII веке. Самый ранний полный текст датирован 1281 годом. Небольшие фрагменты ранних текстов датируются 1250 годом.